# SF9
Gli SF9 (에스에프나인?; abbreviazione di Sensational Feeling 9) sono un gruppo musicale sudcoreano, formatosi a Seul nel 2016. Il gruppo ha debuttato il 5 ottobre 2016 sotto la FNC Entertainment con il singolo Feeling Sensation.

## Formazione
- Youngbin (영빈) – Leader, rap
- Inseong (인성) – voce
- Jaeyoon (재윤) – voce
- Dawon (다원) – voce
- Zuho (주호) – rap
- Yoo Taeyang (유태양) – voce
- Hwiyoung (휘영) – rap
- Chani (찬희) – voce

### Ex Membri
- Rowoon (로운) – voce

## Discografia

### Album in studio
- 2017 – Sensational Feeling Nine
- 2019 – Illuminate
- 2020 – First Collection
- 2020 – Golden Echo

### EP
- 2017 – Burning Season
- 2017 – Breaking Sensation
- 2017 – Knights of the Sun
- 2018 – Mamma Mia!
- 2018 – Sensuous
- 2019 – Narcissus
- 2019 – RPM
- 2020 – 9loryUS
- 2021 – Turn Over
- 2021 – Rumination
- 2022 – The Wave OF9
- 2023 – The Piece OF9

### Singoli
- 2016 – Feeling Sensation
- 2017 – So Beautiful
- 2020 – Special History Book
- 2022 – Savior
- 2022 – Scream
- 2023 – Puzzle

## Videografia
- 2016 – Fanfare
- 2016 – So Beautiful
- 2017 – Roar
- 2017 – Easy Love
- 2017 – O Sole Mio
- 2018 – Mamma Mia
- 2018 – Now or Never
- 2019 – Enough
- 2019 – RPM
- 2020 – Good Guy
- 2020 – Summer Breeze
- 2021 – Tear Drop
- 2021 – Trauma
- 2022 – Scream
- 2023 – Puzzle